# Tonga op de Olympische Zomerspelen 2016
Tonga nam deel aan de Olympische Zomerspelen 2016 in Rio de Janeiro, Brazilië. Zeven atleten in vier disciplines deden mee, het grootste aantal sinds het olympisch debuut van Tonga in 1984. Taekwondoka Pita Taufatofua droeg de Tongaanse vlag tijdens de openingsceremonie; in 2016 maakte Tonga haar olympisch debuut in het taekwondo. Bij de vlaggenparade van de ceremonie ging het veel over Taufatofua, die met ontbloot bovenlijf, ingesmeerd met kokosolie en gekleed in traditionele Tongaanse kleding het stadion binnenliep. Op internet ging de taekwondoka viral. Sprinter Siueni Filimone droeg de nationale vlag bij de sluitingsceremonie. 

## Deelnemers en resultaten
(m) = mannen, (v) = vrouwen 

### Atletiek
| Olympiër           | Discipline | Resultaat   | Prestatie                           |
| ------------------ | ---------- | ----------- | ----------------------------------- |
| Siueni Filimone VS | 100 m (m)  | kwartfinale | series: 10.76 (2e) kwartfinale: DNS |
|                    |            |             |                                     |
| Taina Halasima     | 100 m (v)  | series      | series: 12.80 (6e)                  |

### Boogschieten
| Olympiër         | Discipline      | Resultaat    | Prestatie                                                                          |
| ---------------- | --------------- | ------------ | ---------------------------------------------------------------------------------- |
| Arne Jensen      | individueel (m) | eerste ronde | plaatsingsronde: 604 punten (61e) eerste ronde verloor van Sjef van den Berg (3–7) |
|                  |                 |              |                                                                                    |
| Lusitania Tatafu | individueel (v) | eerste ronde | plaatsingsronde: 559 punten (63e) eerste ronde verloor van Chang Hye-jin (0–6)     |

### Taekwondo
| Olympiër           | Discipline | Resultaat    | Prestatie                                        |
| ------------------ | ---------- | ------------ | ------------------------------------------------ |
| Pita Taufatofua VO | +80 kg (m) | eerste ronde | eerste ronde verloor van Sajjad Mardani (1–16PG) |

### Zwemmen
| Olympiër       | Discipline          | Resultaat | Prestatie             |
| -------------- | ------------------- | --------- | --------------------- |
| Amini Fonua    | 100m schoolslag (m) | 45e       | series: 1:06.40 (45e) |
|                |                     |           |                       |
| Irene Prescott | 50m vrije slag (v)  | 61e       | series: 28.68 (61e)   |